# الفتاة الخارقة
الفتاة الخارقة (بالإنجليزية: Supergirl)؛ هو فيلم خارق بريطاني صدر عام 1984 من إخراج جينو شوارك من سيناريو ديفيد أوديل استنادا إلى شخصية DC كوميكس التي تحمل الاسم نفسه. هو الفيلم الرابع في سلسلة أفلام سوبرمان، التي تدور أحداثها بعد أحداث سوبرمان الثالث (1983) والتي تعد بمثابة عرضي من السلسلة. الفيلم من بطولة هيلين سلاتر بدور الفتاة الخارقة، جنبا إلى جنب مع فاي دوناوي، هارت بوخنر، بيتر كوك، ميا فارو، بريندا فاكارو، وبيتر أوتول، مع مارك مكلور يلعب دور جيمي أولسن من أفلام سوبرمان.
عُرض الفيلم في المملكة المتحدة في 19 تموز/يوليو 1984 وفي الولايات المتحدة في 21 تشرين الثاني/نوفمبر 1984، لكنه فشل في إثارة إعجاب النقاد والمشاهدين على حد سواء. حصل دوناواي وأوتول على ترشيحات جائزة التوتة الذهبية لأسوأ ممثل وأسوأ ممثل على التوالي. ومع ذلك، رُشحت سلاتر لجائزة زحل لأفضل ممثلة. أدى فشل الفيلم في نهاية المطاف إلى قيام المنتجين ألكسندر وإيليا سالكيند ببيع حقوق فيلم سوبرمان إلى مجموعة كانون في عام 1986.
كان أول إصدار دي في دي من قبل شركة الفيديو المنزلية المستقلة انكور باي للتسلية في عام 2000، بموجب ترخيص من حامل الحقوق آنذاك ستوديوكنال. حصلت وارنر بروس على حقوق الفيلم وأعادت إصداره على DVD في أواخر عام 2006 ليتزامن مع إصدار عودة سوبرمان. على الرغم من أنها كانت مع أفلام كريستوفر ريف سوبرمان، إلا أنها ليست مدرجة في أي DVD سوبرمان أو مجموعات بلو راي من قبل وارنر بروس.

## حبكة القصة
تعيش كارا زور -إل، ابنة عم كال -إل/سوبرمان وابنة شقيق جور -إل، في مدينة أرغو، وهي مجتمع كريبتوني معزول نجا من تدمير الكوكب من خلال نقله إلى جيب من الفضاء عبر الأبعاد، منطقة البقاء. يسمح رجل يدعى زالتار لكارا برؤية عنصر فريد وذو قوة هائلة يعرف باسم أوميغاهيدرون، والذي اقترضه دون معرفة حكومة المدينة، والذي يتحكم في المدينة. ومع ذلك، فإن وقوع حادث مؤسف يؤدي إلى إطلاق أوميغاهدرون إلى الفضاء. تأخذ السفينة، وتتبعها كارا إلى الأرض (تخضع لتحول إلى «الفتاة الخارقة» في العملية) لاستعادتها وإنقاذ المدينة.
على الأرض، يتم استعادة الأوميغاهدرون من قبل سيلينا، وهي ساحرة متعطشة للسلطة تساعدها بيانكا الضعيفة، تسعى إلى تحرير نفسها من علاقة مع المشعوذ نايجل. في حين أن سيلينا لا تعرف بالضبط ما هو، تدرك بسرعة أن الأوميغاهدرون قوي ويمكنه أن يعطيها سحرًا حقيقيًا. تصل الفتاة الخارقة إلى الأرض وتمنح قوى جديدة من بيئتها وإشعاع شمسها. أثناء البحث عن أوميغاهيدرون، قامت بإنشاء هوية الغلاف ليندا لي، ابنة عم كلارك كينت، وتسجل في مدرسة للبنات فقط حيث تصادق لوسي لين، الشقيقة الصغرى للويس لين التي تدرس هناك. تلتقي الفتاة الخارقة أيضا وتصبح متيمة مع إيثان، وهو حارس مدرسة.
يلفت إيثان أيضاً انتباه سيلينا، التي تخدره بجرعة الحب التي ستجعله يقع في حب أول شخص يراه ليوم واحد. يستعيد إيثان وعيه في غياب سيلينا ويتجول في الشوارع. تستخدم سيلينا الغاضبة قواها المكتشفة الجديدة لتحريك مركبة بناء لاستعادة إيثان، مما يتسبب في الفوضى بينما تفعل ذلك. الفتاة الخارقة، على هيئة ليندا، تنقذ إيثان، ويقع في حبها بدلا من ذلك.
قدما الفتاة الخارقة وسيلينا المضي إلى المعركة. تقبض سيلينا على إيثان، ثم تحبس الفتاة الخارقة وترسلها إلى المنطقة الشبحية، بعد السجن. الآن عاجزة، تتجول الفتاة الخارقة في المشهد القاتم ويواجه في النهاية زالتار، الذي نفي نفسه إلى منطقة الشبح عقاباً لفقدانه الأوميغاهيدرون. يساعد زالتار كارا على الهرب، ويضحي بحياته للقيام بذلك. مرة أخرى على الأرض، تستخدم سيلينا الأوميغاهيدرون لجعل نفسها «أميرة الأرض» مع إيثان باعتباره عشيقها ورفيقتها.
تخرج من المنطقة الشبحية من خلال مرآة، تستعيد الفتاة الخارقة قواها وتواجه سيلينا، التي تستخدم الأوميغاهدرون لاستدعاء شيطان ظل عملاق. الشيطان على وشك هزيمة الفتاة الخارقة عندما تسمع صوت زالتار يحثها على القتال. تتحرر الفتاة الخارقة ويخبرها نايجل أن الطريقة الوحيدة لهزيمة سيلينا هي قلب الشيطان عليها. الفتاة الخارقة تمتثل وتخلق زوبعة مركزة تحاصر سيلينا، التي يتم مهاجمتها بعد ذلك وتعجيزها من قبل الشيطان كما تهب الزوبعة في بيانكا أيضا. يتم سحب الثلاثة من خلال بوابة المرآة، التي يتم إصلاحها على الفور، وحبسهم جميعا إلى الأبد. يتحرر إيثان من تعويذة سيلينا، فيعترف بحبه لليندا، وهو يعلم أنها هي والفتاة الخارقة واحدة. وهو يفهم أيضا أنها يجب أن تنقذ مدينة أرغو وأنه قد لا يراها مرة أخرى. يظهر المشهد الأخير كارا وهي تعيد الأوميغادرون إلى مدينة أرغو المظلمة، والتي تضيء مرة أخرى.

## روابط خارجية
الفتاة الخارقة على موقع IMDb (الإنجليزية)
- الفتاة الخارقة على موقع ميتاكريتيك (الإنجليزية)
- الفتاة الخارقة على موقع روتن توميتوز (الإنجليزية)
- الفتاة الخارقة على موقع نتفليكس (الإنجليزية)
- الفتاة الخارقة على موقع قاعدة بيانات الأفلام العربية
- الفتاة الخارقة على موقع ألو سيني (الفرنسية)
- الفتاة الخارقة على موقع Turner Classic Movies (الإنجليزية)
- الفتاة الخارقة على موقع أول موفي (الإنجليزية)
- الفتاة الخارقة على موقع بوكس أوفيس موجو (الإنجليزية)
- الفتاة الخارقة على موقع فيلمافينيتي (الإسبانية)